# James Hardy
James Gilbert Hardy (ur. 20 listopada 1932 w Seacliff, zm. 15 czerwca 2023 w Adelaide) – australijski producent wina, przedsiębiorca i żeglarz. Olimpijczyk z Tokyo 1964 oraz Meksyku 1968 w klasie 5.5m.

## Historia
James Hardy był prawnukiem australijskiego winiarza Thomasa Hardy’ego. Ojciec, Tom Mayfield Hardy, który został mianowany prezesem i dyrektorem zarządzającym Thomas Hardy and Sons w 1924 r., był jedną z ofiar katastrofy samolotu „Kyeema” w pobliżu góry Dandenong 25 października 1938 r. Tom Hardy był znanym żeglarzem związanym z jachtem Nerida w Royal South Australian Yacht Squadron.
Hardy uczył się w szkole podstawowej w Brighton St. Peter’s College oraz South Australian Institute of Technology. Po ukończeniu szkoły spędził dwa lata w gospodarstwie rolnym w Port Vincent, a następnie w 1953 dołączył do rodzinnej firmy winiarskiej Thomas Hardy and Sons, zaczynając pracę sprzedawcy. Następnie w latach 1957–1961 pełnił funkcję kierownika sprzedaży, a potem dyrektora regionalnego na wschodnie stany Australii, kiedy wraz z rodziną przeniósł się na stałe do Sydney z miejscem zamieszkania w Manly. W 1981 r. został mianowany prezesem. W 1992 r. po zmianach w firmie i utworzeniu BRL Hardy Wine Company został dyrektorem bez uprawnień wykonawczych.

## Żeglarstwo
Reprezentował Australię na igrzyskach olimpijskich (1968 w Meksyku) Był rezerwowym żeglarzem na igrzyskach w 1964 w Tokio.
W 1966 r. zdobył mistrzostwo świata w klasie 5O5 na łódce Black Bottle.
Startował trzy razy w Regatach o Puchar Ameryki. W 1970 roku dowodził jednostką Gretel II i w rozgrywanych po raz pierwszy w historii Pucharu Ameryki regat wyłaniających pretendenta. Niestety Australijczycy przegrali z jachtem Interepid dowodzonym przez Billa Fickera. Pomimo przegranej walki po kontrowersyjnej kolizji i proteście, duch Hardy’ego nie został złamany. W 1974 roku Hardy dowodził jachtem Southern Cross przeciwko Courageous dowodzonemu przez Teda Hood, ale przegrał z obrońcą pucharu. W 1980 roku dowodził jachtem Australia. Mocno wspomagał też wygraną w 1983 jachtu Australia II pełniąc rolę zapasowego sternika oraz mentora dla Johna Bertranda. W 1994 roku został wprowadzony do America's Cup Hall of Fame w Rhode Island w USA.
Wystartował w czterech regatach Admiral's Cup, pierwszy raz w 1977.
W 1981 został wybrany „Żeglarzem Roku” W Australii.
W 2019 roku był ambasadorem Festival of Sails.

## Służba publiczna
Hardy służył przez 25 lat w komitecie wykonawczym Neurosurgical Research Foundation of South Australia.
Przez 8 lat był przewodniczącym Federal Government's Natural Heritage Trust Advisory Committee.
Był przewodniczącym Landcare Foundation.

## Wyróżnienia
W 1975 r. W uznaniu zasług dla żeglarstwa i społeczności został mianowany oficerem Order Imperium Brytyjskiego (OBE).
W 1981 roku otrzymał Odznakę Rycerza Kawalera od Królowej Elżbiety II za usługi dla żeglarstwa.
W 1994 roku Hardy został wprowadzony do America's Cup Hall of Fame.
W 2000 r. Otrzymał Australian Sports Medal
W latach 2004–2011 był przewodniczącym regat Australia Day Regatta w Sydney.
Był mecenasem wielu organizacji i organizacji charytatywnych.
Jego nazwiskiem nazwano ulicę na południowych przedmieściach australijskiego Woodcroft.

## Rodzina
29 grudnia 1956 poślubił Anne Christine Jackson.
Mają dwóch synów: Davida Pondera i Richarda Jamesa.

## Wolnomularstwo
Hardy był aktywnym masonem i został inicjowany w Lodge City of Sydney nr 952 w 1962 roku. Następnie służył jako Czcigodny Mistrz swojej loży matki w 1971 roku. W 1976 roku został mianowany Zastępca Wielkiego Mistrza Zjednoczonej Wielkiej Loży Nowej Południowej Walii i Australijskiego Terytorium Stołecznego, urzędu, który piastował przez dwa lata.
Loża Sir Jamesa Hardy’ego nr 1046, wpisana do rejestru Zjednoczonej Wielkiej Loży Nowej Południowej Walii i Australijskiego Terytorium Stołecznego nosi imię Hardy’ego na jego cześć. Lożę konsekrowano 21 maja 2011 r..